# Municipio de Rõuge
El municipio de Rõuge (estonio: Rõuge vald) es un municipio estonio perteneciente al condado de Võru.

## Localidades (población año 2011)
- Aabra 0
- Ahitsa 0
- Ala-Palo 7
- Ala-Suhka 2
- Ala-Tilga 6
- Andsumäe 0
- Augli 11
- Haabsilla 8
- Haanja 162
- Häärmäni5
- Haavistu 4
- Haki 1
- Hallimäe 5
- Hämkoti 7
- Handimiku 48
- Hanija 8
- Hansi 6
- Hapsu 3
- Härämäe 5
- Harjuküla 12
- Heedu 20
- Heibri 14
- Hino 9
- Hintsiko 37
- Hinu 6
- Holdi 6
- Horoski 8
- Horosuu 0
- Horsa 7
- Hotõmäe 2
- Hulaku 11
- Hurda 28
- Hürova 18
- Hürsi7
- Hüti 27
- Ihatsi 23
- Jaanimäe 7
- Jaanipeebu 21
- Järvekülä 10
- Järvepalu 30
- Jugu 4
- Käänu 1
- Kääraku 9
- Kaaratautsa 6
- Käbli 8
- Kadõni 1
- Kähri 3
- Kahrila-Mustahamba 18
- Kahru 2
- Kaku 0
- Kaldemäe 18
- Kallaste 29
- Kaloga 13
- Kaluka 0
- Kängsepä 6
- Kangsti 61
- Karaski 6
- Karba 2
- Kärinä 25
- Karisöödi 41
- Kaubi 15
- Kaugu 16
- Kavõldi 10
- Kellämäe 8
- Kergatsi 2
- Kiidi 5
- Kilomani 8
- Kimalasõ 10
- Kirbu 1
- Kiviora 14
- Koemetsa 13
- Kogrõ 3
- Kokõ 2
- Kokõjüri 7
- Kokõmäe 17
- Kolga 5
- Kõomäe 9
- Kõrgepalu 87
- Korgõssaarõ 1
- Kotka 0
- Krabi 97
- Kriguli 2
- Kuiandi 3
- Kuklase 9
- Kuklasõ 16
- Külma 9
- Kundsa 1
- Kurgjärve 3
- Kurõ 5
- Kurvitsa 7
- Kuuda 3
- Kuura 4
- Kuutsi 78
- Laisi 0
- Laitsna-Hurda 2
- Laossaarõ 8
- Lauri 34
- Laurimäe 1
- Leoski 5
- Liguri 8
- Liivakupalu 3
- Lillimõisa 9
- Listaku 23
- Loogamäe 4
- Lükkä 10
- Lutika 3
- Lüütsepa 18
- Luutsniku 30
- Mäe-Lüütsepä 8
- Mäe-Palo 5
- Mäe-Suhka 10
- Mäe-Tilga 1
- Mahtja 0
- Mallika 7
- Märdi 22
- Märdimiku 7
- Matsi 63
- Mauri 9
- Meelaku 8
- Metstaga 24
- Miilimäe 2
- Mikita 11
- Misso 205 p
- Missokülä 30
- Misso-Saika 5
- Möldre 7
- Möldri 22
- Mõniste 213
- Mõõlu 4
- Muduri 8
- Muhkamõtsa 18
- Muna 0
- Muraski 0
- Murati 17
- Murdõmäe 0
- Mustahamba 5
- Mutemetsa 17
- Naapka 0
- Nilbõ 31
- Nogu 18
- Nursi 111
- Ortumäe 1
- Paaburissa 7
- Paeboja 3
- Paganamaa 43
- Pähni 14
- Palanumäe 2
- Palli 11
- Pältre 2
- Palujüri 7
- Pärlijõe 13
- Parmu 1
- Parmupalu 26
- Pausakunnu 3
- Pedejä 4
- Peebu 8
- Peedo 2
- Petrakuudi 0
- Piipsemäe 17
- Pillardi 1
- Plaani 12
- Plaksi 18
- Põdra 12
- Põdramõtsa 1
- Põnni 12
- Põru 5
- Posti 0
- Preeksa 12
- Pressi 12
- Pugõstu 2
- Pulli 13
- Pundi 0
- Punsa 15
- Pupli 4
- Purka 5
- Puspuri 2
- Püssä 19
- Raagi 16
- Rammuka 9
- Rasva 19
- Raudsepä 21
- Rebäse 20
- Rebäsemõisa 7
- Resto 5
- Riitsilla 16
- Ristemäe 7
- Ritsiko 3
- Rogosi-Mikita 3
- Roobi 7
- Rõuge 444
- Rõuge-Matsi 19
- Rusa 2
- Ruuksu 23
- Ruusmäe 166
- Saagri 2
- Saagrimäe 1
- Saarlasõ 35
- Sadramõtsa 27
- Saika 8
- Saki 5
- Sakudi 3
- Sakurgi 10
- Saluora 0
- Sandi 3
- Sandisuu 13
- Sänna 55
- Sapi 1
- Sarise 9
- Saru 244
- Savimäe 1
- Savioja 5
- Savioru 7
- Sika 10
- Sikalaanõ 3
- Siksälä 7
- Simmuli 11
- Simula 18
- Singa 8
- Soekõrdsi 29
- Soemõisa 0
- Soodi 9
- Söödi 11
- Soolätte 26
- Soomõoru 17
- Sormuli 7
- Suurõ-Ruuga 15
- Suurõsuu 4
- Tagakolga 25
- Tallima 8
- Taudsa 14
- Tialasõ 12
- Tiidu 4
- Tiitsa 22
- Tika 3
- Tilgu 14
- Tindi 33
- Tõnkova 5
- Toodsi 12
- Trolla 23
- Tsiamäe 17
- Tsiiruli 2
- Tsiistre 27
- Tsilgutaja 2
- Tsirgupalu 10
- Tsolli 6
- Tsutsu 8
- Tummelka 11
- Tundu 22
- Tursa 20
- Tuuka 2
- Tüütsi 4
- Udsali 1
- Utessuu 16
- Uue-Saaluse 31
- Vaalimäe 5
- Vaarkali 0
- Vadsa 5
- Väiko-Tiilige 3
- Väiku-Ruuga 35
- Vakari 3
- Vanamõisa 15
- Vana-Roosa 86
- Vänni 8
- Varstu 330 p
- Vastsekivi 1
- Vastse-Roosa 39
- Vihkla 10
- Viitina 154
- Viliksaarõ 4
- Villa 14
- Villike 20
- Viru 23
- Vodi 14
- Vorstimäe 0
- Vungi 3[1]

(p: pueblo; c: ciudad; el resto son aldeas).